# Sergei Sergejewitsch Warenzow
Sergei Sergejewitsch Warenzow (russisch Сергей Сергеевич Варенцов; * 28. Julijul. / 10. August 1901greg. in Dmitrow, Russisches Kaiserreich; † 1. März 1971 in Moskau) war ein sowjetischer Offizier der Roten Armee sowie der Sowjetarmee, der am 6. Mai 1961 Hauptmarschall der Artillerie wurde. Im Zuge der Affäre um den Oberst im Militärnachrichtendienst GRU Oleg Wladimirowitsch Penkowski, der auch als  Agent für den britischen Secret Intelligence Service (MI6) und die amerikanische CIA tätig war, wurde er am 12. März 1963 zum Generalmajor degradiert.

## Leben
Sergei Sergejewitsch Warenzow trat 1919 in die Rote Armee ein und nahm am Russischen Bürgerkrieg und an der Niederschlagung des Kronstädter Matrosenaufstands teil. Anschließend folgten zahlreiche Verwendungen als Offizier und Stabsoffizier wie zum Beispiel in der 25. Schützendivision im Militärbezirk Kiew und der 41. Infanteriedivision im Militärbezirk Charkow, ehe er im Volkskommissariat für Verteidigung Verwendung fand. Er war von März bis November 1941 Kommandeur der Artillerie des 6. Schützenkorps und nahm als solcher an der Schlacht um Kiew (23. August bis 26. September 1941) teil. Im weiteren Verlauf des Deutsch-Sowjetischen Krieges (22. Juni 1941 bis 9. Mai 1945) war er nach seiner Beförderung zum Generalmajor am 9. November 1941 zwischen November 1941 und September 1942 Kommandeur der Artillerie der an der Südwestfront eingesetzten 40. Armee. Mit dieser nahm er an der Schlacht bei Charkow (12. bis 28. Mai 1942) sowie der Woronesch-Woroschilowgrader Operation (28. Juni bis zum 24. Juli 1942) teil.
Anschließend fungierte Warenzow für kurze Zeit zwischen September und Oktober 1942 als Kommandeur der 60. Armee und daraufhin von Oktober 1942 bis Oktober 1943 als Kommandeur der Artillerie an der Woronescher Front. Als solcher wurde er am 4. Februar 1943 erst zum Generalleutnant der Artillerie sowie wenige Monate später am 20. Oktober 1943 bereits zum Generaloberst der Artillerie befördert. Er war in dieser Verwendung an der Operation Ostrogoschsk-Rossosch (13. Januar bis zum 27. Januar 1943) beteiligt. Anschließend wurde er im Oktober 1943 an die 1. Ukrainische Front versetzt, an der er bis Juli 1945 ebenfalls Kommandeur der Artillerie war. Er war während dieser Zeit an der Schlacht am Dnepr (26. August bis 20. Dezember 1943), der Kesselschlacht von Tscherkassy (24. Januar bis 17. Februar 1944), der Proskurow-Czernowitzer Operation (4. März bis zum 17. April 1944), der Lwiw-Sandomierz-Operation (13. Juli bis 29. August 1944) sowie später der Weichsel-Oder-Operation (12. Januar bis 3. Februar 1945), der Schlacht um Berlin (16. April bis 2. Mai 1945) und der Prager Operation (6. bis zum 11. Mai 1945).
Nach Ende des Zweiten Weltkrieges war Generaloberst Sergei Sergejewitsch Warenzow zwischen Juli 1945 und Januar 1947 Kommandeur der Zentralgruppe der Streitkräfte sowie von Januar 1947 bis Juni 1950 Kommandeur der Artillerie des Karpathischen Militärbezirks. Anschließend fungierte er zwischen Oktober 1951 und Januar 1952 kurzzeitig noch als Kommandeur der Artillerie des Transkaukasischen Militärbezirks. Er war daraufhin vom 17. Januar 1952 bis zum 12. März 1955 Chef des Hauptdirektorats für Artillerie sowie zugleich in Personalunion zwischen Januar 1952 und Mai 1953 stellvertretender Oberkommandierender der Artillerie. Nach seiner Beförderung zum Marschall der Artillerie am 11. März 1955 wurde er Oberkommandierender der Artillerie und bekleidete diesen Posten bis Januar 1961. Daraufhin übernahm er im Januar 1961 den Posten als Oberkommandierender der Raketentruppen und Artillerie der Sowjetunion und wurde als solcher am 6. Mai 1961 zum Hauptmarschall der Artillerie befördert. Im Zuge der Affäre um den Oberst im Militärnachrichtendienst GRU Oleg Wladimirowitsch Penkowski, der auch als  Agent für den britischen Secret Intelligence Service (MI6) und die amerikanische CIA tätig war, wurde er am 12. März 1963 zum Generalmajor der Artillerie degradiert. Am 12. März 1963 schied er aus dem aktiven Militärdienst aus und trat in den Ruhestand.

## Ehrungen und Auszeichnungen
Für seine langjährigen Verdienste wurde Sergei Sergejewitsch Warenzow mehrmals ausgezeichnet und erhielt unter anderem folgende Ehrungen:
- Leninorden (3×)
- Rotbannerorden (3×)
- Suworow-Orden I. Klasse
- Kutusoworden I. Klasse
- Orden des Roten Sterns
- Medaille „Sieg über Deutschland“
- Medaille „20. Jahrestag des Sieges im Großen Vaterländischen Krieg 1941–1945“
- Medaille „Für die Einnahme Berlins“
- Jubiläumsmedaille „XX Jahre Rote Arbeiter-und-Bauern-Armee“
- Medaille „30 Jahre Sowjetarmee und Flotte“
- Medaille „40 Jahre Streitkräfte der UdSSR“